# Condado de Dane
O Condado de Dane (em inglês:  Dane County) é um dos 72 condados do estado americano do Wisconsin. A sede e maior cidade do condado é Madison. Foi fundado em 1839.
O condado possui uma área de 3 207 km², dos quais 3 101 km² estão cobertos por terra e 106 km² por água, uma população de 488 073 habitantes, e uma densidade populacional de 157,4 hab/km² (segundo o censo nacional de 2010). É o segundo condado mais populoso do Wisconsin.